# Padimetro
Il Padimetro è un idrometro monumentale, collocato nel centro storico di Ferrara, che segna varie altezze a cui è arrivato il livello del fiume Po nella frazione di Pontelagoscuro (a pochi chilometri dal centro della città) durante i più importanti e gravi eventi storici di piena del fiume.

## Origine del nome
Il nome di Padimetro deriva da Padus metros. Padus è l'antico nome latino del fiume Po, usato fin non molti secoli fa e che si trova in mappe con i nomi scritti in latino, come per esempio Padus Flumen.

## Descrizione
Il padimetro delle "massime piene" indica infatti i livelli raggiunti dalle acque del Po in diciassette diverse piene susseguitesi tra il 1705 e il 1951 (la più imponente e devastante in epoca moderna). Alla sua base è inoltre indicato un livello considerato "segno di guardia al Pontelagoscuro" a cui corrisponde il valore 0, che corrisponde a 8,51 metri sul livello medio del mare.
Il padimetro è situato in prossimità del Castello Estense di Ferrara (angolo di piazza Girolamo Savonarola con corso Martiri della Libertà) e consiste in una lastra di marmo bianco incastonata su tutta l'altezza di una delle colonne che sorreggono il portico del Palazzo Ducale (sede del Municipio) su Piazza Girolamo Savonarola. Su questa lastra bianca le piene storiche del Po sono rappresentate mediante linee orizzontali incise e dipinte di nero, affiancate dall'indicazione dell'altezza e della data della piena.